# Mehmet Gönülaçar
Mehmet Gönülaçar (* 3. März 1972 in Batman) ist ein ehemaliger türkischer Fußballspieler und heutiger -trainer.

## Sportliche Karriere
Gönülaçar begann seine Karriere 1990 bei seinem Heimatklub Batman Petrolspor. Mit Batman Petrolspor spielte der Mittelfeldspieler zwei Spielzeiten lang in der 3. Liga und kam zu 47 Ligaeinsätzen und erzielte 23 Tore. Mit dieser Leistung machte er andere Vereine auf sich aufmerksam und wurde im Sommer 1993 vom Erstligisten Gaziantepspor verpflichtet. 
Dort wurde Gönülaçar nach der Hinrunde der Saison 1992/93 an Siirtspor ausgeliehen. In den nachfolgenden Spielzeiten gehörte er zu den Stammspielern im Mittelfeld. Zur Saison 1997/98 wechselte der Mittelfeldspieler zu Galatasaray Istanbul. Er gewann in dieser Saison mit seinen Teamkollegen die türkische Meisterschaft. Gönülaçar wurde von 1998 bis zu seinem Vertragsende 2002 an sechs verschiedene Vereine ausgeliehen. Nachdem sein Vertrag mit Galatasaray abgelaufen war, beendete er seine Karriere.

## Trainerkarriere
Die erste Trainertätigkeit von Mehmet Gönülaçar war im Jahr 2008 als Co-Trainer bei Siirtspor. Im Januar 2012 wurde er Cheftrainer bei Adıyamanspor in der 4. Liga.
Seit dem 22. November 2018 ist Gönülaçar Cheftrainer von Batman Petrolspor.

## Erfolge
Galatasaray Istanbul
- Türkischer Meister: 1998